# 萊氏舌鱗銀漢魚
萊氏舌鱗銀漢魚（學名：Glossolepis leggetti）為輻鰭魚綱銀漢魚目虹銀漢魚科的其中一種，分布於新幾內亞Wapoga河流域，為熱帶魚類，體長可達9.3公分，棲息在水質清且深的水塘，生活習性不明。

## 擴展閱讀
維基物種上的相關：萊氏舌鱗銀漢魚